# Antonio Janigro

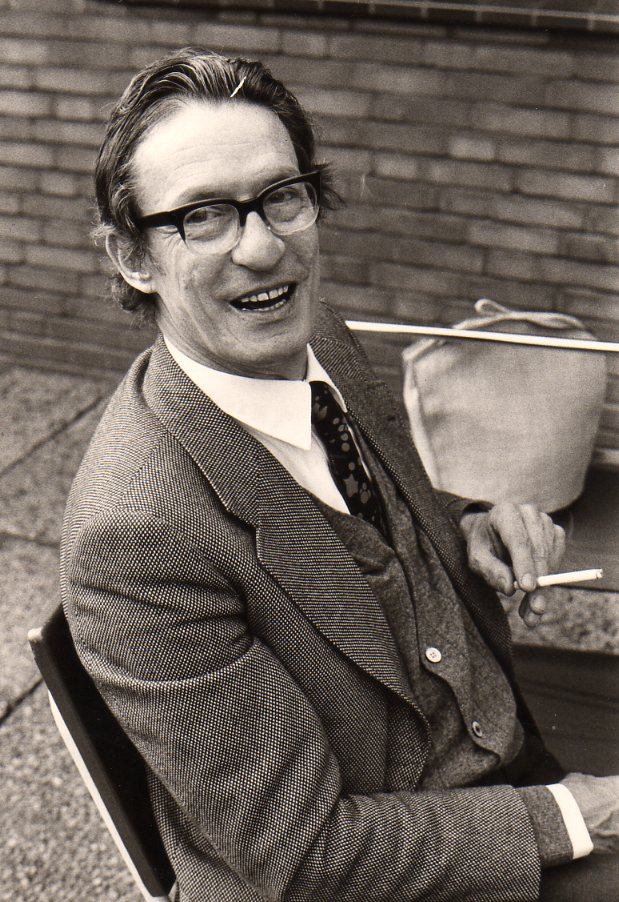
Antonio Janigro

Antonio Janigro (* 21. Januar 1918 in Mailand; † 1. Mai 1989 ebenda) war ein italienischer Cellist, Dirigent und Hochschullehrer.

## Jugendjahre
Antonio Janigro erhielt als Sechsjähriger ersten Klavierunterricht. Anschließend ging er zu Gilberto Crepax an das Konservatorium Mailand. Ab 1929 wechselte er auf Empfehlung von Pablo Casals an die École Normale de Musique nach Paris und studierte Cello bei Diran Alexenian. Er wurde mit sechs nationalen und internationalen Preisen ausgezeichnet und begann bereits 1933 seine internationale Solo-Karriere. 1937 schloss er endgültig sein Studium ab.

## Solist, Kammermusikspieler, Dirigent, Lehrer
Als Cellist wurde Janigro vor allem für seine Klangkultur berühmt, die ihn in eine Reihe mit Virtuosen wie Emanuel Feuermann, János Starker und Pierre Fournier stellten.
Neben seinen solistischen Auftritten machte sich Janigro bald auch auf dem Gebiet der Kammermusik einen Namen. Mit Dinu Lipatti, Carlo Zecchi oder Jörg Demus spielte er Sonaten und mit George Enescu, Paul Badura-Skoda und Jean Fournier Trios.
Antonio Janigro beschäftigte sich nach dem Zweiten Weltkrieg auch mit Orchesterleitung. 1954 gründete er die Zagreber Solisten, die sich unter seiner Leitung (1954 bis 1967) zu einem der besten Streichorchester der Welt entwickelten. Anschließend ging er als Nachfolger von Karl Ristenpart zum Kammerorchester des Saarländischen Rundfunks (1968 bis 1971). In den Jahren 1971 bis 1974 leitete er die Camerata Academica des Salzburger Mozarteums.
Sehr erfolgreich hat sich Janigro um die Förderung des Nachwuchses bemüht. 1965 bis 1974 unterrichtete er an der Musikhochschule in Düsseldorf und ab 1975 an der Stuttgarter Hochschule, seit 1971 auch gleichzeitig am Mozarteum in Salzburg. Ästhetisch in der Tradition der Casalsära stehend, gelang ihm die Ausbildung und Förderung etlicher moderner und erfolgreicher Nachwuchscellisten. Sein großes Verdienst als Pädagoge bestand vor allem darin, Prinzipien zu vermitteln und Individuen zuzulassen. So entstand ein breites Spektrum von höchst unterschiedlichen Spielerpersönlichkeiten, die mehrheitlich an der Musikhochschule Stuttgart und am Salzburger Mozarteum unterrichtet wurden. Zu seinen prominentesten Schülern zählen Antonio Meneses, der 1982 den Tschaikowsky-Wettbewerb gewann, Mario Brunello, Thomas Demenga und Giovanni Sollima. Assistenten und Schüler waren auch Julius Berger, Michael Flaksman, Michael Groß, Andrej Petrac, Mario De Secondi, Gustavo Tavares, Christoph Theinert, Stefan Tittgen, Stefan Trauer.
Janigro veröffentlichte bedeutende Schallplattenaufnahmen u. a. mit Yehudi Menuhin (Brahms, Doppelkonzert) und Alfred Brendel (Mozart, Klavierkonzerte).
Persönlich befreundet war er u. a. mit Dmitri Schostakowitsch.

## Diskographie
- Suiten für Cello solo von Johann Sebastian Bach;
- Doppelkonzert von Johannes Brahms mit Jean Fournier (Violine) und Hermann Scherchen (Dirigent);
- Die Cellosonaten von Ludwig van Beethoven mit Jörg Demus (Klavier);
- italienische Cellosonaten von Pietro Locatelli, Luigi Boccherini und Girolamo Frescobaldi mit Antonio Beltrami (Klavier);
- 6 Sonaten a Quattro von Gioachino Rossini mit den Zagreber Solisten
- Don Quxote von Richard Strauss mit dem Chicago Symphony Orchestra unter Fritz Reiner.